# Logan O'Hoppe
Logan O'Hoppe (West Islip, Nueva York, 9 de febrero de 2000) es un jugador profesional estadounidense de béisbol que se desempeña en la posición de cácher en Los Angeles Angels, equipo de las Grandes Ligas de Béisbol (MLB).

## Carrera
Fue seleccionado en la 23.ª ronda en el Draft de la MLB de 2018. En 2022 hizo su debut profesional con el equipo Los Angeles Angels, donde lleva jugando tres temporadas.